# Haematoloma dorsata
Haematoloma dorsata är en insektsart som först beskrevs av Ahrens 1812.  Haematoloma dorsata ingår i släktet Haematoloma och familjen spottstritar. Inga underarter finns listade i Catalogue of Life.